# ديفيد هنري (رجل أعمال)
ديفيد هنري (بالإنجليزية: David Henry)‏ هو شخصية أعمال نيوزيلندي، ولد في 24 نوفمبر 1888 في Juniper Green ‏ في المملكة المتحدة، وتوفي في 20 أغسطس 1963 في أوكلاند في نيوزيلندا.